# Kinta (Oklahoma)
Kinta es un pueblo ubicado en el condado de Haskell en el estado estadounidense de Oklahoma. En el año 2010 tenía una población de 297 habitantes y una densidad poblacional de 185,63 personas por km².

## Geografía
Kinta se encuentra ubicado en las coordenadas 35°7′15″N 95°14′19″O / 35.12083, -95.23861 (35.120875, -95.238683).

## Demografía
Según la Oficina del Censo en 2000 los ingresos medios por hogar en la localidad eran de $26,111 y los ingresos medios por familia eran $32,083. Los hombres tenían unos ingresos medios de $25,625 frente a los $13,750 para las mujeres. La renta per cápita para la localidad era de $13,960. Alrededor del 10.3% de la población estaban por debajo del umbral de pobreza.